# 246
| Calendário gregoriano                                                        | 246 CCXLVI                      |
| Ab urbe condita                                                              | 999                             |
| Calendário arménio                                                           | -306 – -305                     |
| Calendário bahá'í                                                            | -1598 – -1597                   |
| Calendário budista                                                           | 790                             |
| Calendário chinês                                                            | 2942 – 2943                     |
| Calendário copta                                                             | -38 – -37                       |
| Calendário etíope                                                            | 238 – 239                       |
| Calendários hindus - Vikram Samvat - Calendário nacional indiano - Cáli Iuga | 301 – 302 167 – 168 3346 – 3347 |
| Calendário Holoceno                                                          | 10246                           |
| Calendário islâmico                                                          | 388 BH – 387 BH                 |
| Calendário judaico                                                           | 4006 – 4007                     |
| Calendário persa                                                             | 376 BP – 375 BP                 |
| Calendário rúnico                                                            | 496                             |
| Calendário solar tailandês                                                   | 789                             |

246 (CCXLVI na numeração romana) foi um ano comum do século III do Calendário Juliano, da Era de Cristo, a sua letra dominical foi D (53 semanas), teve início e fim numa quinta-feira.
| Ano completo                        |
| ----------------------------------- |
| Ano comum com início à quinta-feira |